# Westelijke rechtstaartdrongo
De westelijke rechtstaartdrongo (Dicrurus sharpei occidentalis) is een zangvogelsoort uit de familie van de Drongo's en het geslacht Dicrurus. De vogel is het meest verwant aan  Sharpes drongo (D. sharpei) en staat daarom sinds 2023 als ondersoort op de IOC World Bird List.
De westelijke rechtstaartdrongo komt voor in West-Afrika. Het is een bewoner van de wouden aan de kust van Guinee en verder tot in Niger en Nigeria ten westen van de rivier de Niger.